# مورلا

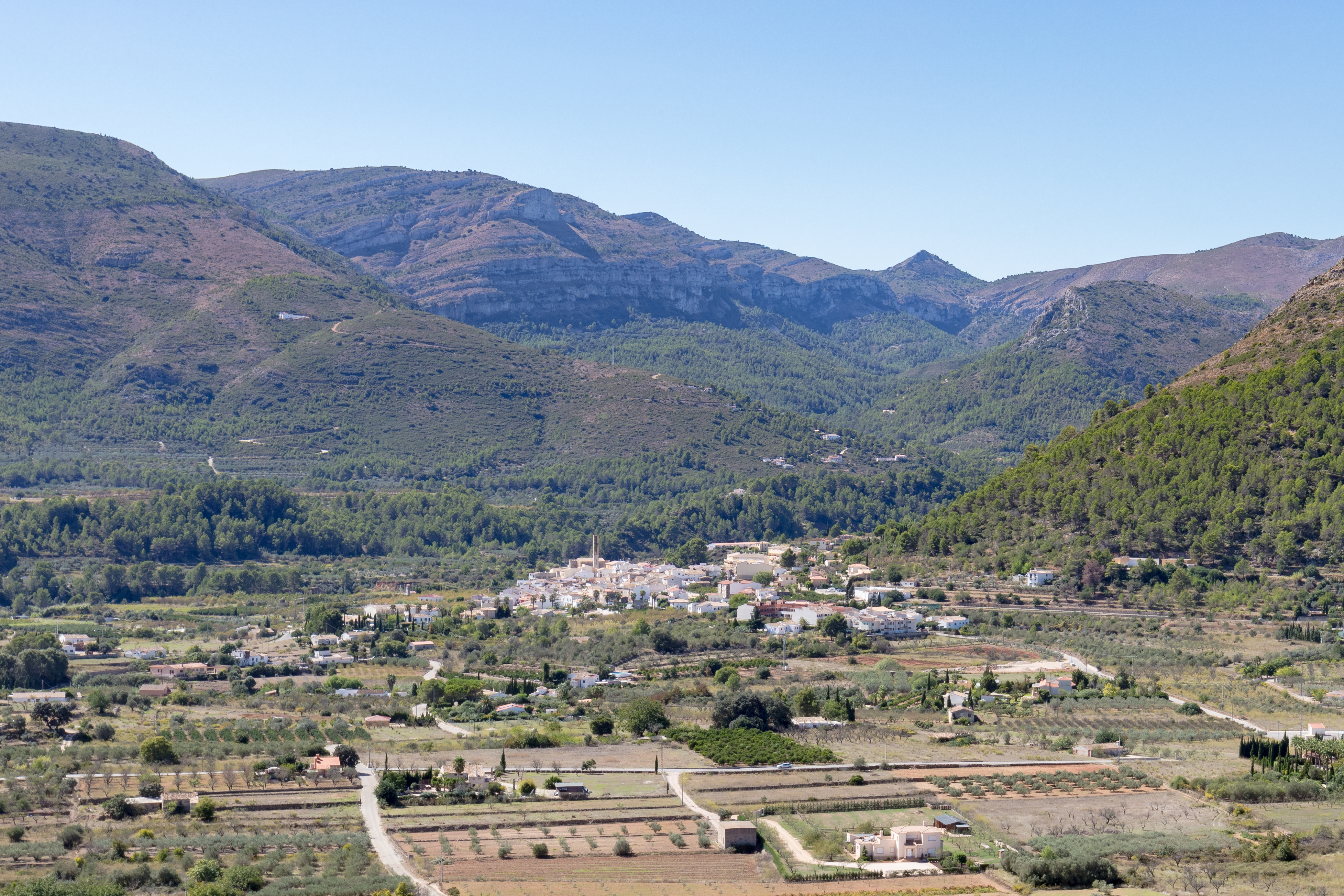
نمایی از دهستان مورلا در استان آلیکانتهٔ اسپانیا - ۲۰۲۲

مورلا دهستانی در استان آلیکانتهٔ اسپانیا است.
در این دهستان ۵۶۲ نفر زندگی می‌کنند. مساحت این دهستان ۵٫۹۱ کیلومتر مربع است.